# Owadomorkowate
Owadomorkowate (Entomophthoraceae  Nowak.) – rodzina grzybów z typu Entomophthoromycota.

## Systematyka
Pozycja w klasyfikacji według Index Fungorum
Entomophthorales, Incertae sedis, Entomophthoromycetes, Entomophthoromycotina, Entomophthoromycota, Fungi.
Rodzaje
Według aktualizowanej klasyfikacji Index Fungorum bazującej na Dictionary of the Fungi do rodziny tej należą rodzaje:
- Arthrophaga K.T. Hodge & A.E. Hajek 2017
- Batkoa Humber 1989
- Entomophaga A. Batko 1964
- Entomophthora Fresen. 1856
- Erynia (Nowak. ex A. Batko) Remaud. & Hennebert 1980
- Eryniopsis Humber 1984
- Furia (A. Batko) Humber 1989
- Massospora Peck 1878
- Orthomyces Steinkr., Humber & J.B. Oliv. 1998
- Pandora Humber 1989
- Strongwellsea A. Batko & J. Weiser 1965
- Tarichium Cohn 1875
- Zoophthora A. Batko 1964[2].

Nazwy naukowe na podstawie Index Fungorum.